# Baidu Maps
Baidu Maps — это картографическое веб-приложение и технология, предоставляемая Baidu для настольных компьютеров и мобильных устройств. Предлагает спутниковые снимки, уличные карты, панорамы (zh:百度全景) улиц и внутри помещений, а также такие функции, как планировщик маршрутов для путешествий пешком, на машине или на общественном транспорте . Доступны приложения для Android и iOS.
Baidu Maps доступен только на китайском языке и до 2016 года предлагал только карты материкового Китая, Гонконга, Макао и Тайваня, а остальной мир отображался пустым. В настоящее время Baidu Maps также предлагает карты других стран. Сообщалось, что к концу 2016 года поддержку получат более 150 стран. Baidu использует картографические данные, предоставленные NavInfo, MapKing, Here, LocalKing и OpenStreetMap.
В 2016 году сообщалось, что число активных пользователей Baidu Maps превысило 348 миллионов в месяц. Широкое распространение сервиса обусловлено ограничением на геоинформационные данные в Китае.

## Поддерживаемые страны и территории

### В пределах материкового Китая
- Материковый Китай

### За пределами материкового Китая
- Афганистан
- Аргентина
- Австралия
- Бельгия
- Боливия
- Бразилия
- Бруней
- Камбоджа
- Чили
- Колумбия
- Куба
- Эквадор
- Египет
- Финляндия
- Франция
- Французская
- Гвиана
- Германия
- Гайана
- Гонконг
- Индия
- Индонезия
- Израиль
- Италия
- Япония
- Лаос
- Макао
- Малайзия
- Мальдивы
- Маврикий
- Мексика
- Марокко
- Мьянма
- Непал
- Нидерланды
- Новая Зеландия
- Никарагуа
- Панама
- Филиппины
- Португалия
- Россия
- Сербия
- Сингапур
- Соломоновы острова
- Южная Африка
- Южная Корея
- Испания
- Шри-Ланка
- Суринам
- Швейцария
- Тайвань
- Таиланд
- Украина
- Объединенные Арабские Эмираты
- Соединенные Штаты
- Уругвай
- Венесуэла
- Вьетнам

## История
Baidu Maps был выпущен 30 сентября 2005 года.
В 2010 году Baidu добавила подробный трехмерный вид для некоторых городов, который был описан как похожий на SimCity. Функция лицензирована у сервиса цифрового картографирования Edushi. В зону покрытия входят Пекин, Шанхай, Гуанчжоу и Шэньчжэнь. В ноябре 2011 года Baidu запустил спутниковые снимки региона Большого Китая с лучшим разрешением, чем у Google Maps. На уровне города включаются только Пекин, Шанхай, Гуанчжоу, Шэньчжэнь, Гонконг, Макао и другие крупные города.
3 сентября 2012 года на ежегодном мероприятии Baidu World компания Baidu представила 360-градусные цифровые изображения некоторых зданий.
21 августа 2013 года компания Baidu Maps запустила Baidu Panoramic Map и объявила о модернизации своего бизнеса по предоставлению услуг на основе определения местоположения. По данным Silicon Valley Power, Шэнь Ли, глава подразделения LBS компании Baidu, утверждает, что число пользователей Baidu Maps превысило 200 миллионов.

## Система координат
Baidu Maps использует вариант проекции Меркатора для нарезки картографических данных на фрагменты, расстояния в которых выражаются в градусах. Он связан с базовой привязкой широты и долготы. В справочнике используется система координат BD-09, что еще больше запутывает и без того неясный национальный стандарт Китая GCJ-02 (который, в свою очередь, определяется в терминах фактического мирового стандарта WGS 84). Baidu утверждает, что принятие BD-09 «защищает конфиденциальность пользователей».
В документации API Baidu Maps указано, что «реальные» (WGS 84) координаты GPS должны быть преобразованы через интерфейс преобразования координат. Доступны HTTP-интерфейс, JavaScript API, Android SDK и iOS SDK.
API преобразования координат JavaScript демонстрируется в сети Baidu, но без каких-либо возможностей обратного преобразования (в GCJ-02). Существуют реализации с открытым исходным кодом на языке R и различных других языках, реализованные способом, очень похожим на обратный алгоритм GCJ-02.

Координаты широты и долготы BD-09 получены путем скремблирования полярной версии координат GCJ-02 и добавления фиксированного смещения:
```
from
 
cmath
 
import
 
polar
,
 
rect

from
 
math
 
import
 
sin
,
 
cos
,
 
pi

# Represent coordinates with complex numbers for simplicity

coords
 
=
 
complex

# baidu assumes x/real: lon; y/imag: lat here.

def
 
gcj_bd
(
gcj
:
 
coords
)
 
->
 
coords
:

    
r
,
 
θ
 
=
 
polar
(
gcj
)

    
r
 
+=
 
2e-5
 
*
 
sin
(
gcj
.
imag
 
*
 
pi
 
*
 
3000
 
/
 
180
)

    
θ
 
+=
 
3e-6
 
*
 
cos
(
gcj
.
real
 
*
 
pi
 
*
 
3000
 
/
 
180
)

    
return
 
rect
(
r
,
 
θ
)
 
+
 
(
0.0065
 
+
 
0.006
j
)

```

## Служба просмотра улиц
Сервис просмотра улиц Baidu Maps был впервые запущен 21 августа 2013 года. Это список поддерживаемых городов по состоянию на 11 марта 2015 года:
| Подразделение на уровне провинции | Город |
| --------------------------------- | --- |
| Beijing                           | Beijing |
| Shanghai                          | Shanghai |
| Tianjin                           | Tianjin |
| Chongqing                         | Chongqing |
| Liaoning                          | Shenyang, Liaoyang, Dalian, Fushun, Panjin, Jinzhou, Chaoyang, Dandong, Yingkou |
| Jilin                             | Changchun, Jilin City, Tonghua, Yanbian Korean Autonomous Prefecture, Songyuan, Baicheng |
| Heilongjiang                      | Harbin, Daqing, Qiqihar, Mudanjiang, Jiamusi |
| Shanxi                            | Taiyuan, Jinzhong, Shuozhou, Xinzhou, Lüliang, Yangquan, Linfen, Changzhi, Yuncheng |
| Shandong                          | Jinan, Qingdao, Tai'an, Weifang, Rizhao, Weihai, Jining, Yantai, Dongying, Binzhou, Liaocheng |
| Anhui                             | Hefei, Wuhu, Huangshan City, Lu'an |
| Jiangsu                           | Nanjing, Suzhou, Wuxi, Yangzhou, Changzhou, Xuzhou, Lianyungang, Yancheng, Huai'an, Nantong, Zhenjiang, Suqian |
| Zhejiang                          | Hangzhou, Jiaxing, Ningbo, Huzhou, Shaoxing, Zhoushan, Lishui, Taizhou, Quzhou |
| Hebei                             | Shijiazhuang, Baoding, Langfang, Qinhuangdao, Chengde, Tangshan, Zhangjiakou |
| Henan                             | Zhengzhou, Kaifeng, Anyang, Xinxiang, Luoyang, Shangqiu, Xuchang, Pingdingshan, Zhoukou, Zhumadian, Xinyang, Jiaozuo |
| Hubei                             | Xiangyang, Jingmen, Jingzhou, Shiyan, Suizhou, Huangshi |
| Hunan                             | Changsha, Zhangjiajie, Xiangxi Tujia and Miao Autonomous Prefecture |
| Jiangxi                           | Nanchang, Jiujiang, Jingdezhen, Ji'an, Shangrao |
| Fujian                            | Fuzhou, Xiamen, Quanzhou, Putian, Zhangzhou, Nanping |
| Guangdong                         | Guangzhou, Shenzhen, Dongguan, Qingyuan, Jiangmen, Zhongshan, Zhuhai, Zhanjiang, Foshan, Shantou, Shanwei, Jieyang |
| Guangxi                           | Liuzhou, Guilin, Beihai, Qinzhou, Fangchenggang, Yulin, Guangxi, Guigang, Chongzuo, Baise |
| Hainan                            | Haikou, Sanya, Danzhou, Wenchang, Tunchang County, Qionghai, Wanning, Lingshui Li Autonomous County, Wuzhishan City, Dongfang, Hainan, Ding'an County, Chengmai County, Lingao County, Changjiang Li Autonomous County, Ledong Li Autonomous County, Qiongzhong Li and Miao Autonomous County, Baoting Li and Miao Autonomous County |
| Inner Mongolia                    | Hohhot, Hulunbuir, Ordos City, Baotou, Hinggan League, Chifeng, Tongliao |
| Ningxia                           | Yinchuan, Wuzhong, Zhongwei |
| Gansu                             | Lanzhou, Jiuquan, Zhangye, Jiayuguan City, Qingyang, Pingliang, Tianshui, Wuwei |
| Qinghai                           | Xining, Golmud, Yushu Tibetan Autonomous Prefecture, Haibei Tibetan Autonomous Prefecture, Hainan Tibetan Autonomous Prefecture |
| Shaanxi                           | Xi'an, Yulin, Baoji, Yan'an, Xianyang, Hanzhong |
| Yunnan                            | Kunming |
| Tibet Autonomous Region           | Lhasa (prefecture-level city), Shigatse, Nagqu Prefecture, Lhoka (Shannan) Prefecture |
| Xinjiang                          | Aksu, Kashgar, Turpan, Hotan Prefecture |
| Hong Kong                         | Hong Kong |
| Macau                             | Macau |

## Блокировка

### Индия
В июне 2020 года правительство Индии заблокировало Baidu Maps, а также 58 других китайских приложений, сославшись на проблемы национальной безопасности во время столкновений между сухопутными войсками Народно-освободительной армии КНР и индийской армией в долине Галван.

## Внешние ссылки
- Карты Baidu
- Пример Baidu Map API для нанесения маркеров с координатами WGS-84, GCJ-02 и BD-09

Шаблон:Baiduproducts

{{нет категорий|date=2024-12-21}}

[[Категория:Сайты, появившиеся в 2005 году]]
[[Категория:Веб-картография]]
[[Категория:Статьи с примерами кода Python]]